# Miguel Román Garrido
Miguel Román Garrido (Jamilena, Jaén, 26 de noviembre de 1899 - Granada, 8 de septiembre de 1960) fue un militar español.

## Biografía
Nació en el seno de una familia acomodada. Era el tercer hijo del matrimonio conformado por Santos Román Colmenero, comerciante y propietario agrícola, y Araceli Ramona Garrido Osorio, nieta de Rafael Osorio y Portillo, escribano numerario de S.M. en Torredonjimeno. Cursó estudios en el colegio de los jesuitas en Jaén.

### Academia Militar y guerra de Marruecos
Su carrera militar comenzó cuando contaba con 20 años, tras ser enviado a la academia del coronel Rosado en Toledo, para preparar su ingreso en la Academia de Infantería de dicha ciudad. Ingreso que no se produjo hasta julio de 1920. En enero de 1923, después de conceptuarse su conducta en la Academia como de “sobresaliente”, recibía por R.O. su despacho de alférez, tras lo cual fue destinado al Regimiento de Infantería Mahón n.º 63. Pero la guerra que España sostenía en Marruecos, hizo que pronto fuera transferido por decisión propia al Regimiento de Infantería Valladolid n.º 74, a cuyo batallón situado en Tafersit (Melilla) se incorporó en marzo de 1923.
Tras permanecer en distintas unidades de Infantería, que estaban poco activas a pesar de los intensos combates en los cuales participaban sobre todo unidades de regulares y legionarias, fue destinado en febrero de 1924 al Grupo de Fuerzas Regulares de Alhucemas n.º 5. A partir de ese momento los combates se sucedieron uno tras otro y en ellos Miguel Román participó de forma eficaz, mostrando su valor y heroísmo, y siendo herido una sola vez. A su vuelta a la península en marzo de 1928 se incorporó al Regimiento de Infantería Borbón n.º 17 de guarnición en Málaga.

### Segunda República Española y guerra civil española
A principios de los años treinta tomó varias licencias, una de ellas para casarse en Porcuna con Amalia Morales Marina, natural de Higuera de Calatrava, e hija de Ricardo Morales Toro y Ana Marina Parras. Pero en marzo de 1934, ante los enfrentamientos sociales, no se le concedieron más licencias y tras un breve paso por el Regimiento de Infantería n.º 19 de Jaca, en ese mismo año pasó al Regimiento de Infantería n.º 2 con sede en Granada.
Ascendido a capitán en 1934, en julio de 1936, recién iniciada la Guerra Civil Española, se presentó en la Comandancia Militar de Granada para tomar parte en ella en el bando de los sublevados. Hay que tener en cuenta que cuando estalló la rebelión militar, Granada estaba rodeada por las fuerzas leales a la II República, con lo cual el cerco defensivo de la ciudad se iba reduciendo poco a poco. Sin embargo, dicho cerco se rompería en agosto gracias a la intervención de las tropas del general Varela, a las cuales la compañía del capitán Román se uniría destacando más tarde en todos los combates en los que participara. Esa aptitud luchadora le valió que en 1938 se le habilitara como comandante, tras lo cual se le asignó el mando del 4.º Batallón del Regimiento Lepanto n.º 5. Su heroísmo durante la guerra le valdría para ser ascendido a comandante en junio de 1940.[cita requerida]

### Su paso por la División Azul
Con el estallido de la Segunda Guerra Mundial, el comandante Román se incorporó voluntariamente a la División Azul o 250.ª División de Infantería alemana en julio de 1941. Tras la constitución de esta, tomó el mando como Jefe del II Batallón del 269.º Regimiento. Al mando del citado batallón participó en los enfrentamientos producidos en la batalla de Vóljov. Su acierto estratégico y militar durante la Campaña de Rusia le llevó a la admiración de los alemanes y las felicitaciones del general Agustín Muñoz Grandes, Jefe de la División.[cita requerida] Se le concedió la Medalla Militar Individual a él y la Medalla Militar Colectiva a su Batallón, denominado Batallón Román. También se le concedieron la Cruz de Hierro de 2.ª Clase y la de 1.ª Clase en 1942. Además, en marzo de 1948 se le concedió el “Avance en la escala”. Al mando de este batallón estuvo hasta el 2 de julio de 1942, que cesó al haber sido relevado de forma rutinaria, regresando a España.[cita requerida]

### Su vida tras su regreso de la Unión Soviética
A su regreso de la Unión Soviética realizó un periplo por distintos batallones entre cuyas misiones se le encomendó guardar la frontera de los Pirineos contra las infiltraciones de los maquis. En enero de 1947 vuelve a Andalucía para mandar por última vez una unidad de combate. Casará nuevamente en segundas nupcias con Amilia Jiménez Olmedo. En dicho destino sería ascendido a teniente coronel, desempeñando el mando de distintas Jefaturas de Movilización y Reclutamiento, y más tarde, en 1956, a coronel quedando en situación de disponible forzoso.
Miguel Román Garrido falleció cuatro años más tarde a consecuencia de una enfermedad pulmonar y, en cierto modo, por los rigores que el Frente Ruso había dejado en su salud, el 8 de septiembre de 1960 en Granada, dejando cuatro hijos de su segundo matrimonio, de los cuales dos han seguido la carrera militar.